# Atrobucca geniae
Atrobucca geniae is een  straalvinnige vissensoort uit de familie van ombervissen (Sciaenidae). De wetenschappelijke naam van de soort is voor het eerst geldig gepubliceerd in 1987 door Ben-Tuvia & Trewavas.